# 더마코 머리

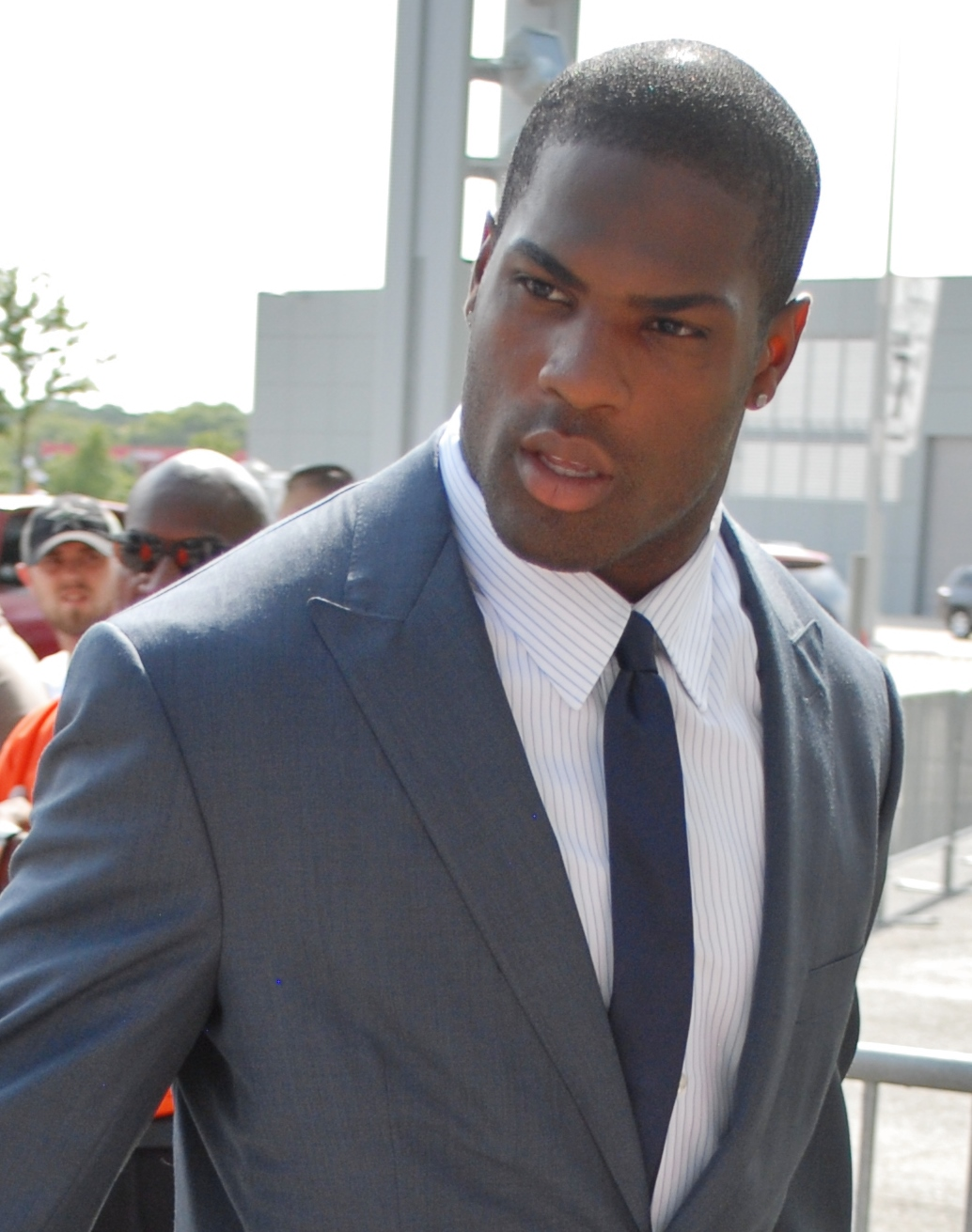
2012년의 머리 선수

더마코 머리(영어: DeMarco Murray, 1988년 2월 12일 ~ )는 미국의 프로 미식축구 러닝백 선수이다. 댈러스 카우보이스, 필라델피아 이글스를 거쳐 현재는 NFL 테네시 타이탄스 소속이다. 오클라호마주에서 칼리지 풋볼 선수로 뛰었다.